# Conseiller principal du Bangladesh
Le conseiller principal du Bangladesh est le Premier ministre du Bangladesh par intérim et chef du gouvernement intérimaire du Bangladesh. Il exerce les fonctions de chef de gouvernement pendant 90 jours au cours de la transition entre un gouvernement élu et un autre pendant la durée du gouvernement intérimaire.
Le gouvernement intérimaire a pour seul mandat d'organiser les élections parlementaires au Bangladesh. Le conseiller principal dirige un comité consultatif composé de dix conseillers. Doté de pouvoirs à peu près équivalents à ceux du Premier ministre d'un gouvernement élu, son pouvoir exécutif est limité par certaines restrictions constitutionnelles. Lui, ainsi que les autres conseillers, sont choisis parmi des personnes politiquement neutres afin d'être acceptés par tous les principaux partis politiques.

## Histoire
Le système de gouvernement intérimaire du Bangladesh est introduit en 1991 par l'adoption du 13e amendement à la Constitution. Ce système est mis en place pour organiser des élections démocratiques après que le dictateur militaire, Hossain Mohammad Ershad, ait été chassé du pouvoir. L'amendement recommande de faire du dernier juge en chef à la retraite le conseiller principal. En 1996, le juge Muhammad Habibur Rahman est nommé conseiller principal du gouvernement intérimaire. Avec le président du Bangladesh, Abdur Rahman Biswas, il emêche la tentative de coup d'État de 1996 au Bangladesh. Le parti nationaliste bangladais a des difficultés à nommer un conseiller principal pour le gouvernement intérimaire, ce qui conduit à la crise politique bangladaise de 2006-2008. Le Parti nationaliste du Bangladesh nomme le président Iajuddin Ahmed conseiller principal du gouvernement intérimaire, mais il doit faire face à des demandes de démission de la part de la Ligue Awami du Bangladesh. Iajuddin Ahmed est remplacé par Fakhruddin Ahmed. Pendant les crises, le gouvernement intérimaire soutenu par l'armée est dirigé par ce dernier, qui s'adjoint trois assistants spéciaux ayant rang de ministre d'État. Il s'agit de l'avocat Debashis Roy (en), du brigadier général M. A. Malek (en) et du professeur Mohammad Tamim (en). La validité constitutionnelle de l'assistant du conseiller en chef fait alors l'objet d'un débat.
Le système de gouvernement intérimaire est supprimé en même temps que le 13e amendement en 2011 par l'adoption du 15e amendement de la Constitution, afin de permettre au gouvernement élu de conduire toute élection générale à l'avenir. L'ancien président de la Cour suprême du Bangladesh, le juge A. B. M. Khairul Haque, qui était le 19e président de la Cour suprême du Bangladesh lorsqu'il a rendu le verdict déclarant le gouvernement intérimaire illégal et inconstitutionnel, aurait été le conseiller principal lors des élections générales de janvier 2014 si le poste n'avait pas été aboli.
Le poste est rétabli de manière extra-constitutionnelle en août 2024 après les manifestations de 2024 au Bangladesh.

## Composition du gouvernement intérimaire non partisan
Les fonctions du gouvernement intérimaire et du conseiller principal sont, :
1. Le gouvernement intérimaire non partisan est composé d'un conseiller principal à sa tête et de dix autres conseillers ou moins, tous nommés par le Président.
2. Le conseiller principal et les autres conseillers sont nommés dans les quinze jours suivant la dissolution du Parlement. Pendant la période comprise entre la date de dissolution du Parlement et la date de nomination du conseiller principal, le Premier ministre et son cabinet, qui étaient en fonction immédiatement avant la dissolution du Jatiyo Sangshad (Parlement), restent en fonction.
3. Le Président nomme en tant que conseiller en chef la personne qui, parmi les Chief Justice du Bangladesh retraités, a pris sa retraite en dernier et qui est qualifiée pour être nommée en tant que conseiller en vertu du présent article : Si ce Chief Justice à la retraite n'est pas disponible ou ne souhaite pas occuper le poste de Chief Adviser, le Président nommera comme Chief Adviser la personne qui, parmi les Chief Justice du Bangladesh à la retraite, a pris sa retraite avant le dernier Chief Justice à la retraite.
4. Si aucun Chief Justice à la retraite n'est disponible ou n'est disposé à occuper la fonction de Chief Adviser, le Président nomme en tant que Chief Adviser la personne qui, parmi les juges de la Appellate Division à la retraite, a pris sa retraite en dernier et qui est qualifiée pour être nommée en tant que conseiller en vertu du présent article : Toutefois, si ce juge à la retraite n'est pas disponible ou n'est pas disposé à occuper la fonction de conseiller principal, le président nomme comme conseiller principal la personne qui, parmi les juges de la division d'appel à la retraite, a pris sa retraite le plus tôt avant le dernier de ces juges à la retraite.
5. Si aucun juge retraité de la division d'appel n'est disponible ou n'est disposé à occuper la fonction de conseiller en chef, le Président, après consultation, dans la mesure du possible, des principaux partis politiques, nomme le conseiller en chef parmi les citoyens du Bangladesh qui sont qualifiés pour être nommés conseillers en vertu du présent article.
6. Nonobstant toute disposition contenue dans le présent chapitre, si les dispositions des clauses (3), (4) et (5) ne peuvent être appliquées, le Président assume les fonctions de conseiller principal du gouvernement intérimaire non partisan en plus de ses propres fonctions en vertu de la présente Constitution.
7. Le Président nomme les Conseillers parmi les personnes qui sont  
  1. qualifiées pour être élues en tant que membres du Parlement ;
  2. ne sont pas membres d'un parti politique ou d'une organisation associée ou affiliée à un parti politique ;
  3. ne sont pas, et ont accepté par écrit de ne pas être, des candidats à l'élection suivante des membres du Parlement ;
  4. ne pas être âgés de plus de soixante-douze ans.
8. Les conseillers sont nommés par le président sur avis du premier conseiller.
9. Le premier conseiller ou un conseiller peut démissionner de ses fonctions en adressant un écrit de sa main au président.
10. Le premier conseiller ou un conseiller cesse d'être premier conseiller ou conseiller s'il ne peut être nommé en tant que tel en vertu du présent article.
11. Le conseiller principal a le statut, et a droit à la rémunération et aux privilèges, d'un Premier ministre et un conseiller a le statut, et a droit à la rémunération et aux privilèges, d'un ministre.
12. Le gouvernement intérimaire non partisan est dissous à la date à laquelle le Premier ministre entre en fonction après la constitution du nouveau parlement.

## Liste des titulaires
| N°                                                 | Portrait                                           | Titulaire (Naissance-Mort)                         | Mandat                                             | Mandat                                             | Mandat                                             | Parti politique                                    | Parti politique                                    | Réf.                                               |
| N°                                                 | Portrait                                           | Titulaire (Naissance-Mort)                         | Début                                              | Fin                                                | Durée                                              | Parti politique                                    | Parti politique                                    | Réf.                                               |
| Gouvernement intérimaire du Bangladesh (1996-2008) | Gouvernement intérimaire du Bangladesh (1996-2008) | Gouvernement intérimaire du Bangladesh (1996-2008) | Gouvernement intérimaire du Bangladesh (1996-2008) | Gouvernement intérimaire du Bangladesh (1996-2008) | Gouvernement intérimaire du Bangladesh (1996-2008) | Gouvernement intérimaire du Bangladesh (1996-2008) | Gouvernement intérimaire du Bangladesh (1996-2008) | Gouvernement intérimaire du Bangladesh (1996-2008) |
| -------------------------------------------------- | -------------------------------------------------- | -------------------------------------------------- | -------------------------------------------------- | -------------------------------------------------- | -------------------------------------------------- | -------------------------------------------------- | -------------------------------------------------- | -------------------------------------------------- |
| 1                                                  | Muhammad Habibur Rahman                            | Muhammad Habibur Rahman (1928-2014)                | 30 mars 1996                                       | 23 juin 1996                                       | 2 mois et 24 jours                                 |                                                    | Indépendant                                        | [ 10 ]                                             |
| 2                                                  | Latifur Rahman                                     | Latifur Rahman (1936-2017)                         | 15 juillet 2001                                    | 10 octobre 2001                                    | 2 mois et 25 jours                                 |                                                    | Indépendant                                        | [ 10 ]                                             |
| 3                                                  | Iajuddin Ahmed                                     | Iajuddin Ahmed (1931-2012)                         | 29 octobre 2006                                    | 11 janvier 2007                                    | 2 mois et 13 jours                                 |                                                    | Indépendant                                        | [ 10 ]                                             |
| –                                                  | Fazlul Haque                                       | Fazlul Haque (1938-2023)                           | 11 janvier 2007                                    | 12 janvier 2007                                    | 1 jour                                             |                                                    | Indépendant                                        | [ 10 ]                                             |
| 4                                                  | Fakhruddin Ahmed                                   | Fakhruddin Ahmed (né en 1940)                      | 12 janvier 2007                                    | 6 janvier 2009                                     | 1 an, 11 mois et 25 jours                          |                                                    | Indépendant                                        | [ 11 ]                                             |
| Gouvernement intérimaire de 2024                   |                                                    |                                                    |                                                    |                                                    |                                                    |                                                    |                                                    |                                                    |
| 5                                                  | Muhammad Yunus                                     | Muhammad Yunus (né en 1940)                        | 8 août 2024                                        | en cours                                           | 8 mois et 21 jours                                 |                                                    | Indépendant                                        | [ 12 ]                                             |